# Ermita de Santa Eugènia de les Piles
Ermita de Santa Eugènia de les Piles és un edifici religiós del segle xix situat al municipi de les Piles que forma part de l'Inventari del Patrimoni Arquitectònic de Catalunya. Està compost d'una sola nau de planta rectangular i amb una coberta de doble vessant. S'observa una façana amb porta d'accés amb carreus de pedra treballada i arc de mig punt amb un escut i l'any esculpit en ell, un rosetó a mitjana altura i a la teulada una petita espadanya que serveix de campanaret. Segons la inscripció de la llinda de la portalada el temple fou construït el 1806.
Annex a l'ermita hi ha una estança que va ser habitada fins a finals del segle xviii.